# Pitti Immagine

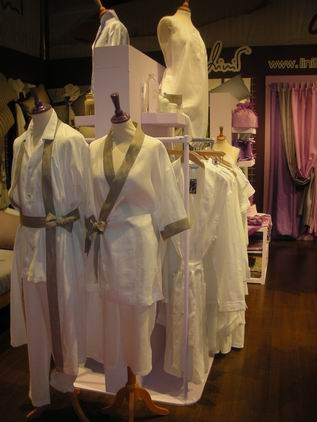
Pitti Immagine

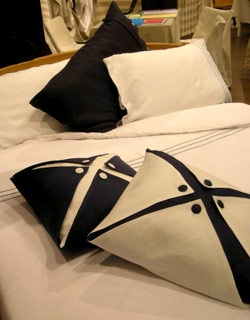
Pitti Immagine

Pitti Immagine — международная выставка моды и текстиля. В рамках выставки происходит общение представителей мировой моды, дизайнеров и покупателей. Pitti Immagine является прекрасной возможностью для участников и посетителей установить контакты, обменяться опытом, провести переговоры, заключить взаимовыгодные контракты.

## История
Первая выставка Pitti Immagine была организована 12 февраля 1951 года. Эту дату считают датой рождения Высокой Итальянской моды. В дальнейшем в выставке стали участвовать другие страны Европы и Америки. В 2001 году Pitti Immagine отпраздновала своё 50-летие.

## Участники выставки

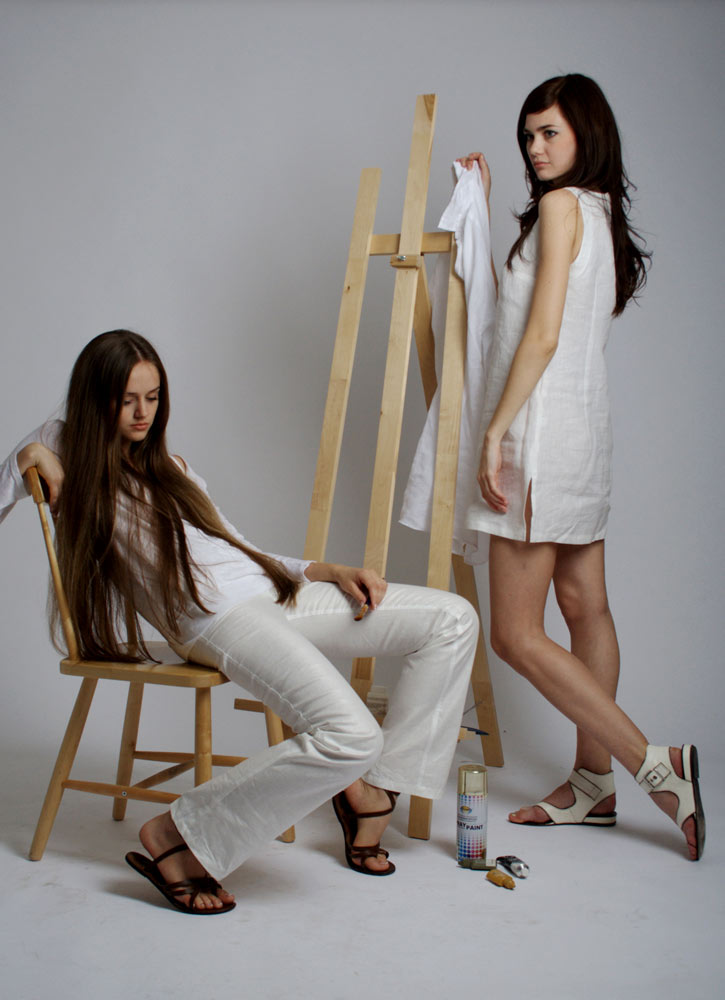
Pitti Woman

Ежегодно участниками и гостями выставки становятся страны:
- Великобритания
- Германия
- Греция
- Испания
- Италия
- Нидерланды
- Россия
- США
- Франция

Экспоненты выставки — такие марки как Lacoste, Mason’s, Scabal, Reda, Holland&Sherry, Marina Yachting, Paul&Shark, Elena Zelini, Ermenegildo Zegna, Luciano Barbera, Trend Le Copins, Malo, Van Laak, Duchamp London, Super, Markus Lupfer, Leopoldo Giordano, Issa, Studio Esse, Zanetta и др.

## События
В рамках проекта Pitti Immagine в течение года организуются следующие события:
- Pitti Immagine Uomo
- Pitti_W Woman Pre-collections
- Pitti Immagine Bimbo
- Pitti Immagine Filati
- Touch!, neoZone, Cloudnine
- ModaPrima

### Выставка Pitti Immagine Uomo

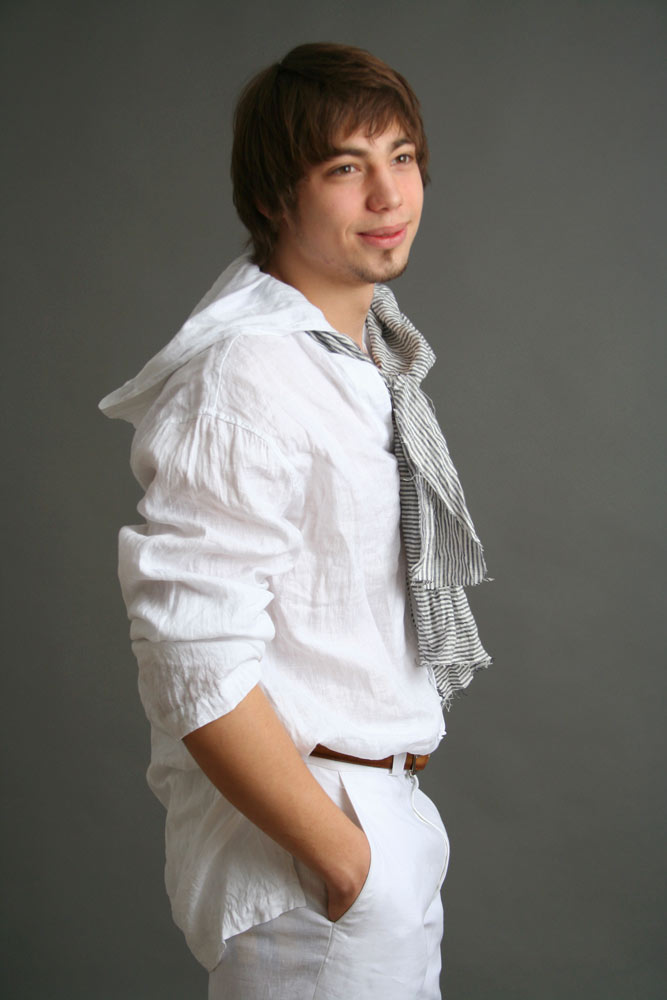
Pitti Uomo 2009

Pitti Uomo — выставка мужской моды. Проходит 2 раза в год — летом и зимой.

### Выставка Pitti_W Woman Pre-collections
Pitti_W Woman Pre-collections — выставка женской моды. Проходит 2 раза в году во Флоренции.

### Выставка Pitti Immagine Bimbo
Pitti Immagine Bimbo представляет модные коллекции для детей от 0 до 14 лет. Проходит 2 раза в год во Флоренции.
На 75 выставке Pitti Immagine Bimbo, прошедшей в Fortezza da Basso, 28-20 июля 2012 впервые принял участие российский бренд — «Маленькая леди» (Malenkaya Lady).

### Выставка Pitti Immagine Filati
Pitti Immagine Filati — выставка трикотажа и пряжи. Проходит 2 раза в год во Флоренции.

### Выставка Touch!, neoZone, Cloudnine
Touch!, neoZone, Cloudnine представляет женскую моду. Проходит дважды в году в Милане.

### Выставка ModaPrima
ModaPrima — выставка, представляющая большой спектр модной мужской, женской и детской одежды. Проходит два раза в год в Милане.

### Выставка Fragranze
Fragranze — парфюмерная выставка (запахи для тела и дома). Проходит 1 раз в год во Флоренции.

### Выставка Taste
Taste — выставка изысканных напитков и продуктов. Проходит раз в год во Флоренции.